# IC 1119
IC 1119 ist ein interagierendes Galaxienpaar im Sternbild Schlange am Südsternhimmel, welches etwa 436 Millionen Lichtjahre von der Milchstraße entfernt ist.
Das Objekt wurde am 16. August 1893 von Stéphane Javelle entdeckt.